# Santa Eufemia-öböl
A Santa Eufemia-öböl (olaszul Golfo di Santa Eufemia) a Tirrén-tenger egyik öble Olaszország déli részén, a Calabriai-félsziget északi partja mentén, a Vaticano és Suvero fokok között. Partja mentén húzódik a Santa Eufemia-síkság, mely az Amato és Angitola folyók hordalékából alakult ki. Gizzeria városa mellett lagunáris jellegű tavak húzódnak parton (La Vota-tó). Az ókorban Sinus Lamentinus néven volt ismert, nevét Lamentia városa után kapta. 1806-ban az öbölben szálltak partra a franciák ellen harcoló angolok a maidai csatában.